# Fraudella
Fraudella is een monotypisch geslacht van straalvinnige vissen uit de familie van rifwachters of rondkoppen (Plesiopidae).

## Soort
- Fraudella carassiops Whitley, 1935